# Zlatko Trška
Zlatko Trška (24. srpnja 1958.), bivši hrvatski košarkaš.
Igrao je na položaju razigravača, visok 180 cm.
Igrao je 70-tih.

## Klupska karijera
U karijeri igrao je za "Jugoplastiku" i "Dalvina".
osvajači Kupa R. Koraća 1975./76.: Branko Macura, Željko Jerkov, Duje Krstulović, Branislav Stamenković, Ivo Škarić, Damir Skansi, Zlatko Trška, Deni Kuvačić, Ivica Dukan, Slobodan Bjelajac, Mirko Grgin, Ivo Bilanović, Mlađan Tudor, Ratomir Tvrdić, trener: Petar Skansi
Član ekipe KK "Dalvin" 1976./77. koja je donijela klubu plasman u prvu ligu:
Ivo Plazibat, Matko Vicelić, Josip Puljiz, Pero Vučica, Davor Matijaca, Damir Skansi, Branko Reić, Paško Županović, Zlatko Trška, Petar Šošić, Boris Kurtović, Mladen Lončar, trener: Hrvoje Čulić.
Član prvoligaške ekipe KK "Dalvin" 1977./78.:
Zlatko Trška, Petar Šošić, Mihajlo Manović, Žarko Bjedov, Matko Vicelić, Davor Matijaca, Slobodan Bjelajac, Josip Puljiz, Ivo Plazibat, Deni Kuvačić, Boris Kurtović, Branko Reić

## Vanjske poveznice
- Dobra stara vremena - Jugoplastika opet sredila Barcelonu